# 1914 у театрі

## Події
- Щоденна газета «Рада» публікує репертуар української трупи Садовського на 1914 рік: 31 липня «Пісні в лицях» комедійна оперета на 3 дії М. Кропивницького, «На перші гулі» комедія на 1 дію С. Васильченка, 1 серпня «Циганка Аза» драма на 5 дій з співами М. Старицького, 2 серпня «Чарівниця» драма на 5 дій зі співами М. Юльченко. Початок вистав о 20.30 на сцені Літнього театру Київського купецького зібрання (архітектор Е. Брадтман)[1].

## Діячі театру

### Народилися
Лютий
- 19 лютого —
  -  Жак Дюфіло (Бегль, Жиронда, Франція) — французький актор

Травень
- 24 травня —
  -  Джордж Таборі (Будапешт, Австро-Угорщина) — американський, німецький та австрійський письменник, драматург, сценарист, журналіст, театральний режисер, перекладач угорського походження з єврейським корінням. Працював у Великій Британії, США, Німеччині, Австрії, писав німецькою та англійською мовами.

Квітень
- 21 квітня —
  -  Володимир Данченко (м. Маріуполь) — український радянський актор, Народний артист УРСР (1954), актор Запорізького (згодом Львівського) театру ім. Заньковецької

Червень
- 14 червня —
  -  Жизель Казадезюс (м. Париж) — французька актриса.

Липень
- 31 липня —
  -  Луї де Фюнес (Курбевуа) — французький актор